# بابا الحسن
بابا الحسن (بالإنجليزية: Baba Alhassan)‏ هو لاعب كرة قدم غاني في مركز الوسط، ولد في 3 يناير 2000 في أكرا في غانا. لعب مع ريال بلد الوليد ب.

## وصلات خارجية
- بابا الحسن على موقع قاعدة بيانات كرة القدم.إي يو (الإنجليزية)
- بابا الحسن على موقع Soccerway.com (الإنجليزية)